# Indigofera cinerascens
Indigofera cinerascens är en ärtväxtart som beskrevs av Adrien René Franchet. Indigofera cinerascens ingår i släktet indigosläktet, och familjen ärtväxter. Inga underarter finns listade i Catalogue of Life.